# Хён Сын Джон
Хён Сын Джон (кор. 현승종?, 玄勝鍾?; 26 января 1919, Пхёнан-Намдо, Японская империя — 25 мая 2020, Сеул) — южнокорейский государственный и политический деятель, непродолжительное время премьер-министр Южной Кореи в конце XX века.

## Биография
Хён Сын Джон родился 26 января 1919 года в японской колониальной провинции Корея, в провинции Хэйан-нандо (современная территория КНДР). В 1937 году окончил школу в Пхеньяне, далее до 1943 года учился в Пекине в Императорском Университете.
Во Второй мировой войне служил в сухопутных силах самообороны Японии до 1943 года. После получения независимости Южной Кореи он служил в ВВС Южной Кореи. Участник Корейской войны, боевой офицер.
После войны преподавал в столице Республики Корея Сеуле, в старейшем университете Сонгюнгван, затем в городе Чхунчхон в университете Халлим.
В октябре 1992 года президент Ро Дэ У назначил Хён Сын Джона премьер-министром Южной Кореи. Занимал этот пост до окончания срока президента 25 февраля в 1993 году.
В 2008 году возглавлял комитет по празднованию 60-летия Республики Корея.
Скончался 25 мая 2020 года на 102-м году жизни.

## Семья
Хён Сын Джон был женат на Хён Жун Чжень, вдовец с 2014 года. Имел трёх сыновей и дочь.